# Damanskij
Damanskij (rusky Дама́нский, čínsky 珍宝岛, pchin-jin Zhēnbǎo dǎo, v české transkripci Čen-pao, což v překladu do češtiny znamená Drahocenný) je ostrov na řece Ussuri, náležející Čínské lidové republice. Jeho rozloha je 0,74 km².

## Etymologie
Většinou se traduje, že název ostrova je odvozen od jména ruského inženýra Stanislava Damanského, který přes ostrov přecházel v roce 1888, když hledal nejlepší trasu pro sibiřskou magistrálu. Plavil se na loďce na druhý břeh, ale bouře loďku převrhla a Damanskij se utopil. Ukázalo se ale při studiu historických pramenů, že jméno inženýra Damanského se v archívech nenachází. Tato verze byla pravděpodobně vymyšlena, aby se podpořil ruský název ostrova oproti čínskému.
Pravděpodobnější původ názvu je, že jméno pochází od řeky Dumuchy, která nedaleko ústí při čínském břehu do Ussuri. Rusové, kteří tu žili, její název v ruštině zkomolili nejprve na Doman, později Daman. Odpovídá to i skutečnosti, že podobně se také další ostrovy na řece nazývají podle řek, které se do Ussuri vlévají.

## Historie
Ostrov je znám především díky pohraničnímu sporu, který o něj vedla Čínská lidová republika se Sovětským svazem. Tento spor v březnu 1969 vyústil ve dva vojenské střety. Z nich nakonec vyšel vítězně Sovětský svaz, který odrazil čínský útok a obnovil tak předchozí kontrolu nad ostrovem.
16. května 1991 v rámci urovnání sovětsko-čínských pohraničních sporů Sovětský svaz předal ostrov Čínské lidové republice, která na něm vybudovala muzeum slávy čínských pohraničníků a Čínské lidové osvobozenecké armády.